# السيدات ضد ريكي باهل
السيدات ضد ريكي باهل (بالإنجليزية: Ladies vs Ricky Bahl)‏ هو فيلم كوميدي رومانسي هندي صدر في عام 2011، وهو من إخراج مانيش شارما وإنتاج أديتيا شوبرا. والبطولة تمثلت في رانفير سينغ مع الممثلة أنوشكا شارما في الأدوار القيادية جنبا إلى جنب مع ديبانيتا شارما وأديتي شارما، والوافد الجديد للساحة البوليوودية آنذاك بارنيتي تشوبرا، والذي يعتير أول فيلم لها.
في هذا الفيلم رانفير يلعب دور محتال يدعى ريكي باهل، وحيله تكمن في خداع النساء بسلبهم مالهم وسرقته، فتقرر ثلات سيدات الانتقام من المحتال واسترجاع أموالهم.
وكان الفيلم قد صدر في 9 ديسمبر2011. وحصل على ردود إيجابية من النقاد، وكان إراداته متوسطة في شباك التذاكر.